# Лайл (дегестан)
Лайл (перс. لیل) — дегестан в Ірані, в Центральному бахші, в шагрестані Ляхіджан остану Ґілян. За даними перепису 2006 року, його населення становило 12183 особи, які проживали у складі 3523 сімей.

## Населені пункти
До складу дегестану входять такі населені пункти:
- Алісоруд
- Амір-Калає
- Бала-Фідаре
- Банґебар
- Біджар-Баґ
- Ґармабруд
- Ґерд-Ґереф
- Ґолькеш
- Ґомоль
- Ґомоль-Сара
- Данґає
- Земідан
- Земідан-е-Бала
- Земідан-Сара
- Катешал-є-Бала
- Катешал-є-Паїн
- Ках-Біджар
- Корд-Ґавар
- Куре
- Кух-Біджар
- Мішкасар
- Морад-Дагандег
- Нарендж-Калає
- Паїн-Ґомоль
- Паїн-Махале-Земідан
- Паїн-Фідаре
- Раджаб-Сара
- Рамезан-Біджар
- Рахімабад
- Сараш
- Сар-Чешме
- Сатарабад
- Сатл-Сар
- Сіях-Рудбар
- Сустан
- Таназаруд
- Тусавдешт
- Чагар-Хане-Сар-е-Бала
- Чалак
- Шірін-Неса